# جغرافيا سنغافورة
| \| \|                           |               |
| القارة                          | آسيا          |
| المنطقة                         | جنوب شرق آسيا |
| إحداثيات جغرافية                |               |
| المساحة                         | 710 كم² (189) |
| الشريط الساحلي                  | 193 كم        |
| الحدود الأرضية                  |               |
| الدول المجاورة وطول الحدود معها |               |
| أعلى نقطة                       |               |
| أدنى نقطة                       |               |
| فرق التوقيت                     |               |
|                                 |               |

جغرافيا سنغافورة تعتبر سنغافورة دولة صغيرة ومتحضرة جدًا وتقع في منطقة جنوب شرق آسيا في الطرف الجنوبي من شبه جزيرة ملايو ما بين ماليزيا واندونيسيا. تبلغ مساحة سنغافورة الكلية 710 كيلومتر مربع وتمتلك شريط ساحلي بطول 193 كيلومتر. ويفصلها عن أندونيسيا مضيق سنغافورة وعن ماليزيا مضيق جوهور.

## مناخ سنغافورة
تقع سنغافورة 1 درجة شمال خط الاستواء. ويصنف مناخ سنغافورة كمناخ الغابات الاستوائية المطيرة. نظرًا لموقعها الجغرافي المطل على البحر، يتميز مناخها من خلال الحرارة الموحدة والرطوبة المرتفعة والأمطار الوفيرة. ويبلغ متوسط سقوط الأمطار حوالي 2340 ملم. أكبر كمية هطول للأمطار خلال 24 ساعة وصلت إلى 512 ملم (1978م) و467 ملم (1969م) و366 ملم في 19 ديسمبر 2006. أما درجات الحرارة ما بين 23 درجة مئوية (73,4 درجة فهرنهايت) و32 درجة مئوية (89,6). يعتبر شهر مايو من أهم الشهور في سنغافورة يليه شهر أبريل وذلك لأن الرياح تكون خفيفة وأشعة الشمس قوية. أما أعلى درجة حرارة سجلت فكانت 37,8 درجة مئوية (100,0 درجة فهرنهايت) في 26 مارس 1998. أما أدنى درجة حرارة سجلت فكانت 19,4 درجة مثوية (66,9 درجة فهرنهايت) في 31 يناير 1934.
الثروات الطبيعية: السمك والمؤانى في أعماق البحر
استخدام الأراضي:

الأراضي الصالحة للأستعمال: 2%

محاصيل دائمة: 6%

مراعي دائمة: 0%

الصقيع: 0%

الأحراش والغابات : 5%

أخرى: 87% (1993)
الأراضي المروية: غير متاحة